# Deremisti
Deremisti, ilirsko pleme, ki je prebivalo med Melkumani in Plereji, morda na območju današnje Črne gore. Obstajajo tudi  poskusi umeščanja na področje Stolca v današnji Bosni in Hercegovini. Pleme Deremistov je bilo morda vključeno v nov municipij Diluntum (Ljubinje). Deremiste naj bi sestavljalo več plemen, med njimi Ozueji, Tavlanti, Parteni, Hemasini, Artiti in Armisti.